# Þórshöfn
Þórshöfn é uma localidade na Islândia. Em 2018 tinha uma população de cerca de 352 habitantes.